# 小舘桃香
桃香（ももか）は日本の女優、モデル。東京都出身。

## テレビドラマ

### 2007年
- のぞき屋（テレビ東京)

### 2018年
- 僕らは奇跡でできている（フジテレビ） - 歯科受付役
- リーガルV〜元弁護士・小鳥遊翔子〜（テレビ朝日）
- 刑事7人（テレビ朝日） - 秘書 役
- バカボンのパパよりバカなパパ（NHK） - カフェ客役
- 隣の家族は青く見える（フジテレビ） - インストラクター
- 義母と娘のブルース（TBS） - サクラ金属社員役～レギュラー～
- グッドドクター（フジテレビ） - 看護師役～レギュラー～

### 2019年
- 磯野家の人々〜20年後のサザエさん〜（フジテレビ）
- ハル〜総合商社の女〜（テレビ東京） - 居酒屋店員役
- 特捜9（テレビ朝日） - アロマショップ店員役
- 未解決の女スペシャル（テレビ朝日）
- ミラー・ツインズ  （フジテレビ） - プロデューサー役
- トレース〜科捜研の男〜（フジテレビ） - 看護師役
- 初めて恋をした日に読む話（TBS） -受付役
- あなたの番です（日本テレビ） - スチール
- ドクターX〜外科医・大門未知子〜（テレビ朝日） - 看護師役～レギュラー～

### 2020年
- アンサングシンデレラ(フジテレビ)　‐看護師役～レギュラー～

## CM

### 2004年
- AC日本広告機構 「乳がん編」

### 2018年
- 24時間テレビ 「愛は地球を救う」スミセイレディ

### 2019年
- コカ・コーラ

## バラエティ

### 2005年
- くりぃむしちゅーのどっきり大作戦( 日本テレビ)
- テレビ公開大捜査 (TBS)

### 2006年
- 神隠し～人はなぜ消えたのか～ (TBS)

### 2018年
- 直撃！シンソウ坂上"日光墜落ジャンボ機" (フジテレビ)
- 世にも奇妙な物語 (フジテレビ)
- 妻は怒ってます (フジテレビ) 高橋家の妻役
- 金スマ"滝沢秀明"（TBS)
- 本当にあった怖い話 (フジテレビ)

### 2019年
- 関ジャニQ展開(TBS) 保育士役
- 痛快TV スカッとジャパン 「図書室に出るのは」

### 2020年
- THE突破ファイル(日本テレビ) 看護師役

## PV

### 2005年
- 藤和不動産
- トヨタ自動車

### 2006年
- チャーミーリゾート

### 2007年
- 味の素 Cook Do

### 2008年
- 味の素 Cook Do

### 2009年
- 味の素 Cook Do

## ポスター

### 2006年
- ジェットスター